# Mathias Gatza
Mathias Gatza (* 1963 in Berlin) ist ein deutscher Verleger, Verlagslektor und Schriftsteller.

## Leben
Mathias Gatza war in den 1980er Jahren als Volontär beim Wagenbach Verlag tätig. Im Jahr 1990 gründete er in Berlin den Mathias Gatza Verlag für Literatur, in dem er anspruchsvolle Belletristik – vor allem deutsche Gegenwartsliteratur – lektorierte und verlegte. Gatza entdeckte und förderte Schriftsteller wie Jan Peter Bremer, Wolfgang Hermann, Urs Richle, Michael Roes und Sabine Scholl. 1995 musste der Verlag Insolvenz anmelden. Gatza setzte seine Verlegertätigkeit von 1996 bis 1998 innerhalb des Eichborn Verlags unter der Bezeichnung Gatza bei Eichborn fort. Außer Neuauflagen gab er dort auch Werke von Judith Kuckart und Herbert Maurer heraus. Danach arbeitete Gatza als Lektor beim Berlin Verlag und beim Suhrkamp Verlag.
2003 beendete Gatza seine Arbeit in der Verlagsbranche. Den Bruch im Berufsleben beschrieb er in seinem Debütroman Der Schatten der Tiere. Das Buch erschien im September 2008 im Rowohlt Verlag; es fand Erfolg beim Publikum und in den Feuilletons. Von der Literaturkritik wurde es im Herbst 2008 zu den wichtigsten Neuerscheinungen gerechnet; so urteilte zum Beispiel die Frankfurter Allgemeine Zeitung (FAZ): „Mathias Gatza hat den schönsten Debütroman des Herbstes geschrieben.“ Der Roman wurde mit dem Förderpreis des Literaturpreises der Stadt Bremen für 2009 ausgezeichnet. Aus der Begründung der Jury:

„Der Förderpreis geht an Mathias Gatza für seinen Debütroman ‚Der Schatten der Tiere‘, der in einer so kunstvollen wie diagnostisch kühlen Sprache von einer Dreiecksbeziehung unter dem Stern von Tod und Wahn erzählt. Dieses kühn konstruierte Buch zieht den Leser in den Sog des Selbstverlustes der Figuren und stellt ihn vor ein literarisches wie kriminalistisches Rätsel.“

In seinem Künstlerroman Der Augentäuscher (2012) pendelt Gatza zwischen spätem 17. Jahrhundert und Gegenwart. Es enthält Elemente von Satire, Krimi-Geschichte, Liebeshändel, Epochengemälde und Auseinandersetzung mit den kunstgeschichtlichen Ursprüngen der Stillleben-Malerei.
Im September 2013 gründete Mathias Gatza – gemeinsam mit Ingo Niermann und Henriette Gallus – das Projekt „Fiktion“, ein von der Kulturstiftung des Bundes gefördertes internationales Modellprojekt, das die sich durch die Digitalisierung eröffnenden Chancen für die Wahrnehmung und Verbreitung anspruchsvoller Literatur weiterzuentwickeln sucht.
Gatza lebt und arbeitet in Berlin.

## Werke
- Der Schatten der Tiere. 1. Auflage. Rowohlt Verlag, Reinbek bei Hamburg 2008, ISBN 3-498-02510-4.
- Der Augentäuscher. 1. Auflage. Graf Verlag, München 2012, ISBN 978-3-86220-009-2; 2. Auflage 2012.
- Die Himmel über Berlin. Eine historisch-fiktive Spurensuche. Steidl Verlag, Göttingen 2023, ISBN 978-3-96999-278-4.